# 裴信
裴信（1927年12月29日—2018年8月11日）是一位參加過越南戰爭的越南人民軍退役大校，後來成為異見人士，旅居法國。

## 生平
裴信於1927年出生在河內市，父亲是高官裴鵬摶，长大後至順化求學。他在1945年八月革命時成為了活躍的獨立運動人士，支持在政治上對法國總督府施壓，使其停止殖民統治並給予越南獨立地位，於是加入了成立於1940年代的越南獨立同盟會（越盟），胡志明和武元甲都是該組織的元老級人物。裴信在這場運動中兩面作戰，不但憑藉自己擔任軍報記者的文筆，同時也持槍以武抗法，在18歲時加入了越南人民軍，也投入了1954年與法軍爆發的的奠邊府戰役，他在戰鬥中成為傷員。 
越戰期間的裴信曾任職於北越的人民軍參謀總部，並且因為得到了時任國防部長的武元甲授權，而得以參訪收容美軍的戰俘營、並與營指揮官會面、翻閱戰俘檔案，或是審問被俘美軍。他曾經在河內的火爐監獄和醫院三次審問過被俘的美國海軍飛行員、後成為共和黨籍參議員並競選總統的約翰·麥凱恩。  
1975年4月30日西貢陷落當日，他隨著第一批坦克部隊攻入了南越總統府——獨立宮（今統一宮），並作為現場的北越高級官員接受了越南共和國（南越）末任總統楊文明的無條件投降、見證了越戰的結束。當時楊文明見了入宮的裴信等人，表示自己已經準備交權越共的越南南方共和國臨時革命政府，裴信只是冷言以對：「不存在你移交權力的問題，你的權力早就瓦解了，你也無法讓出你不再擁有的東西」。
戰爭結束後，裴信轉任越南官方喉舌——《人民報》的副總編，並負責《週日人民》（Nhân Dân Chủ Nhật）一版的編輯。他在1980年代中期開始對越南戰後的政治腐敗和對外關係上的孤立感到失望，1990年時也決定離開越南，到法國首都巴黎過著流亡歲月，並公開表達對越共高層和和越南政治體系的不滿。
1991年，裴信涉入了越南戰爭戰俘及失蹤人員議題，當時創立不久的美國參議院戰俘及失蹤人員事務委員會正在對越戰時期的美軍戰俘事務展開調查。裴信曾在華府的杜勒斯國際機場會見前眾議員比爾·亨頓及國會一個委員會的助理羅伯特·C·史密斯，兩人都以「越南尚有倖存戰俘」的說詞來說服他，裴信則認為這種意圖無異於脅迫。裴信在此事發生的三週後表示：「我可以說我知情的程度不會輸給任何一位越南高級領導，而且我就以自己的看法直截了當的說了吧：越南已不再有存活的美軍戰俘」，在說完這段證言後，裴信與麥凱恩互相擁抱，媒體界紛紛以「一笑泯恩仇」式的標題來報導這段插曲。
2000年，裴信出席了美國公共電視網的《美國經驗》所開設的一場談話節目，他表示沒有任何美軍戰俘在北越關押期間遭到拷問或動刑。
2018年8月11日於法國巴黎逝世。享年90歲。

## 著作
裴信曾寫過兩本書探討自己的經歷，一本為《跟隨胡志明：一名北越大校的回憶錄》（Following Ho Chi Minh: The Memoirs of a North Vietnamese Colonel，1995年夏威夷大學出版社出版），另一本為《化敵為友：一位北越人的戰爭觀點》（From Enemy To Friend: A North Vietnamese Perspective on the War，2002年美國海軍學會出版社出版）。